# Bugatti Type 51
Bugatti Type 51 (krajše Bugatti T51 ali Bugatti 51) je serija Bugattijevih dirkalnikov, ki je nasledila slavno serijo Type 35. Toda T51 uspehov svojega prehodnika v desetletju prej ni usel ponoviti, saj dirkalnik skupaj s svojimi izboljšanimi različicami (Type 53, Type 54 in Type 59) ni bil konkurenčen najboljšim nemškim in italijanskim dirkalnikom.

## Type 51/A
Originalni dirkalnik T51 je bil prvič izdelan za sezono 1931. Motor je imel 160 KM (119 kW) in je bil izboljšana različica superkompresorskega 2.3L (2262 cm³) straight-8 motorja iz T35B. Eden redkih večjih uspehov dirkalnika je zmaga na dirki za Veliko nagrado Francije 1931. Izdelanih je bilo okoli 40 primerkov T51 in T51A

## Type 54
T54 je bila šasija dirkalnika T51 opremeljena z 5.0L motorjem za sezono 1932. Dirkalnik je imel 300 KM (223 kW), izdelali pa so štiri ali pet takih dirkalnikov.

## Type 59
Zadnji Bugattijev dirkalnik iz tridesetih let je bil T59 za sezono 1934. Vanj so vgradili močnejši 3.3L (3257 cm³) motor, drugače je bila šasija iz dirkalnika T57. Za boljšo stabilnost je bil motor nameščen nižje, šasija pa je bila polna lukenj, kar je zmanjševalo njeno maso. Dirkalnik je lahko razvil 250 KM (180 kW), izdelali pa so jih šest ali sedem.